# ب‌ام‌و سری ۵ (جی۳۰)
ب‌ام‌و سری ۵ (جی۳۰) (انگلیسی: (BMW 5 Series (G30) یک خودرو با سایز متوسط در کلاس خودروی شرکتی است که توسط ب‌ام‌و تولید شده‌است. این خودرو نسل هفتم سری خودروی ب‌ام‌و سری ۵ است. جی۳۰ در ۱۲ اکتبر ۲۰۱۶ رونمایی و در فوریه ۲۰۱۷ عرضه آن به بازار آغاز گردید.
این خودرو در بدنه‌های زیر به بازار ارائه می‌گردد:
- ۴-در سدان/سالن (جی۳۰)
- ۵-در استیشن واگن (جی۳۱، در بازار تحت نام سری ۵ تورینگ عرضه می‌گردد)
- ۴-در سدان، با فاصلهٔ بین دو محور بیشتر (جی۳۸، فقط در بازار چین عرضه می‌شود)

در این نسل دیگر خبری از عرضهٔ نسخهٔ ب‌ام‌و سری ۵ گرن توریزمو نبود و این مدل به عنوان مدلی مستقل از سری ۵ ب‌ام‌و تحت نام سری ۶ گرن توریزمو عرضه می‌شود.
در سال ۲۰۱۸ این خودرو مقام سوم برترین خودروی سال اروپا را به‌دست آورد.